# Masacre de Humboldt 7
La Masacre de Humboldt del 57 fue un hecho ocurrido el 20 de abril de 1957 en Cuba. Aquel día la Policía Nacional asesinó a los revolucionarios que habían sobrevivido al Ataque al palacio presidencial de Cuba y a la toma de la estación de Radio Reloj. Estos revolucionarios fueron delatados por Marcos Rodríguez Alfonso, un antiguo participante en las luchas revolucionarias, al capitán de la policía Esteban Ventura Novo. En menos de 3 horas horas los cadáveres de estos jóvenes eran arrastrados hacia la calle. Después del triunfo de la Revolución cubana en 1959, se investigó este suceso, se descubrió al delator y fue apresado en 1961, enjuiciado y fusilado en 1964.

## Trasfondo

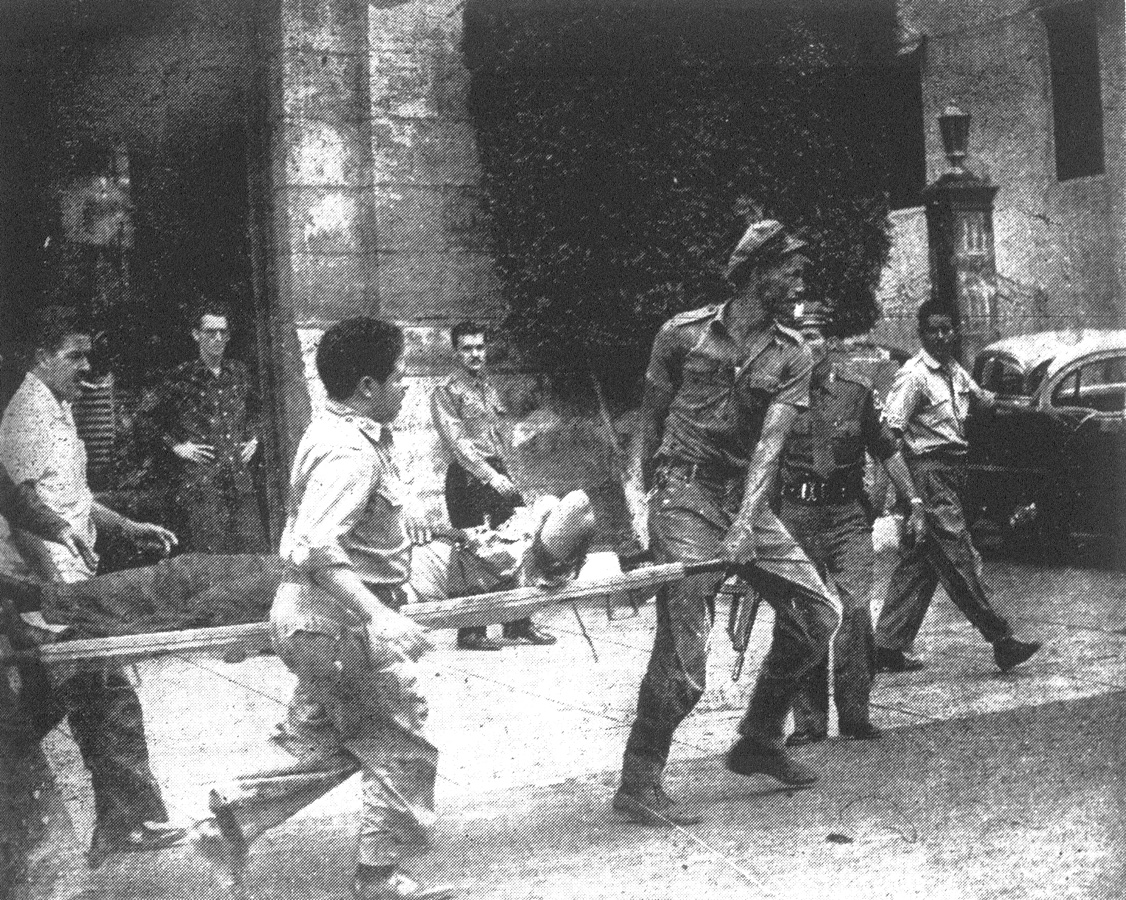
Ataque al palacio presidencial de Cuba.

Durante el régimen de Fulgencio Batista las fuerzas revolucionarias y en especial el Directorio Revolucionario 13 de marzo hacían todo tipo de acciones para derrocar a Batista. El 13 de marzo de 1957 se desarrolló una importante acción: el Ataque al palacio presidencial de Cuba y la toma a la estación de Radio Reloj, acciones planeadas y ejecutadas por el Directorio Revolucionario mediante las cuales se trataba de ejecutar a Fulgencio Batista y convocar al pueblo en la Universidad de La Habana, donde recibirían armas para luchar contra el régimen. Esta acción no salió como lo planeado y algunos revolucionarios murieron en el combate, otros fueros heridos y el resto se dispersó y se escondieron por su seguridad hasta que pudieran reiniciarse las actividades para derrocar al régimen imperante.
Entre los sobrevivientes de la acción estaban los jóvenes José Machado Rodríguez, Juan Pedro Carbó Serviá, Fructuoso Rodríguez y Joe Westbrook Rosales, quienes se ocultaban en el edificio marcado con el número 7 en el apartamento 201, situado en la calle Humboldt próximo al Malecón habanero de la capital cubana.
Estos revolucionarios fueron delatados a las 15:00 horas del 20 de abril por Marcos Armando Rodríguez Alfonso (Marquitos), un antiguo participante en las luchas revolucionarias, al capitán de la policía Esteban Ventura Novo.  En 1964, se realizó un juicio a Marcos por la delación, fue hallado culpable y fusilado.

### Desarrollo de la masacre
El 20 de abril de 1957, Fructuoso Rodríguez, en unión de los miembros del Directorio Juan Pedro Carbó Serviá, José Machado Rodríguez y Joe Westbrook Rosales se encontraban desarmados, fueron asesinados por las fuerzas de la policía al mando de Esteban Ventura Novo.
Al ser sorprendidos por la policía Joe Westbrok se trasladó al apartamento de abajo y pidió a la inquilina que lo dejara estar en la sala como si fuera una visita. A pesar de refugiarse fue reconocido por los agentes y aunque la vecina suplicó por el joven, fue asesinado por los agentes.  Juan Pedro Carbó Serviá, se dirigió al elevador, pero fue interceptado poco antes de llegar y ametrallado a boca de jarro. Todo su rostro y su cuerpo quedaron acribillados a balazos.

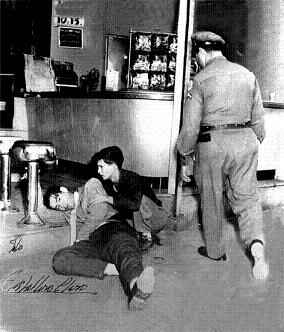
Fulgencio Oroz intenta levantar a Fructuoso Rodríguez.

Machado y Fructuoso se lanzaron desde una ventana hacia la planta baja, cayendo en un pasillo que pertenecía a una agencia de automóviles. Al final había una verja con un candado que les impedía la salida. Como el lugar desde el que cayeron era demasiado alto, Fructuoso yacía inconsciente en el suelo, mientras Machado luchaba por levantarse sin lograrlo, pues se había fracturado ambos tobillos. Los policías introdujeron una ametralladora entre los barrotes y ambos guerrilleros fueron asesinados a balazos.
El ataque fue tan intenso que los vecinos de los edificios cercanos se asomaron a puertas y balcones, el entonces capitán Esteban Ventura entraba y salía del edificio dando órdenes, arrastrados los cadáveres a la vista de todo el mundo. Y luego volvieron a arrastrarlos hasta la esquina siguiente.
Varias personas gritaron desde los balcones y edificios aledaños. Una ráfaga de ametralladora se encargó de ahuyentar a los vecinos. Al momento de la masacre estuvieron presentes 60 oficiales. Al encargado del edificio, uno de los policías le ordenó tras los 20 minutos que duró aproximadamente la redada y el levantamiento de los cuerpos.

## Consecuencias
La masacre fue un duro golpe para el DR-13, además de ser señalado de ser uno de los peores crímenes del régimen de Fulgencio Batista. El entonces capitán Esteban Ventura huyó a República Dominicana el 1 de enero de 1959 ante el triunfo de la Revolución y después luego en Estados Unidos, cuyo gobierno se negó reiteradamente a extraditarlo al nuevo gobierno cubano. Estuvo viviendo el resto de sus días en Miami, hasta su fallecimiento el 21 de mayo de 2001.

## Declaraciones
Vecinos que vivían en los alrededores declararon:
un jefe policía y sus secuaces empezaron a romper violentamente con las culatas de sus armas la puerta del apartamento donde estaban los jóvenes revolucionarios
Sobre este hecho Rodríguez Loeches participante en el asalto a Radio Reloj, declaró: 
Joe llegó al apartamento de abajo y pidió a la inquilina que lo dejara estar en la sala como si fuera una visita. Poco después tocaron a la puerta y él abrió. Fue reconocido por los sicarios y aunque ella suplicó por la vida del joven, este apenas caminó unos pasos, cuando una ráfaga de ametralladora segó su vida, tenía poco más de veinte años
Luego se refirió a Juan Pedro Carbó Serviá, cuando dijo:
Carbó se dirigió al elevador, pero fue interceptado poco antes de llegar y ametrallado a boca de jarro de forma inmisericorde. Todo su rostro y su cuerpo quedaron acribillados a balazos
El joven combatiente Rodríguez Loeches continuó su testimonio y señaló:
Machadito y Fructuoso se lanzaron por una ventana hacia la planta baja. Cayeron en un pasadizo tan largo y estrecho que pertenecía a una agencia de automóviles. Al final había una verja con un candado que les impedía la salida. Como el lugar desde el que cayeron era demasiado alto, Fructuoso yacía inconsciente en el suelo, mientras Machadito hacia esfuerzos supremos por levantarse sin lograrlo, pues se había fracturado los dos tobillos. Los sicarios introdujeron una ametralladora entre los barrotes y ambos luchadores fueron rematados a balazos